# Carol Ann Susi
Carol Ann Susi, née le 2 février 1952 à Brooklyn (New York) et morte le 11 novembre 2014 à Los Angeles (Californie), est une actrice américaine principalement connue pour le rôle de Mme Wolowitz, de son nom Debbie dans The Big Bang Theory.

## Biographie
Carol Ann Susi est née à Brooklyn d'une famille d'origine italienne. Elle a étudié le théâtre au HB Studio à New York, avant de déménager à Los Angeles dans les années 1970.
Carol Ann Susi est morte d'un cancer le 11 novembre 2014 à Los Angeles, en Californie, à l'âge de 62 ans.

## Filmographie

### Cinéma
- 1984 : Love Scenes : Susan
- 1987 : Une chance pas croyable : la réceptionniste
- 1987 : Le Secret de mon succès : Jean
- 1989 : Blood Red : une sœur de Segestra
- 1990 : Wedding Band (es) : Angela
- 1990 : Un pourri au paradis de Herbert Ross : Filomena
- 1990 : Masters of Menace de Daniel Raskov : Candy Colletti
- 1992 : La mort vous va si bien : une patiente psychiatrique
- 1996 : Qiana : la serveuse
- 1996 : Edie et Pen : Irma
- 1996 : Wedding Bell Blues : Tante Anash
- 1998 : Waiting for Woody
- 1998 : Le Prince de Sicile : la femme de Clamato
- 1999 : Eat Your Heart Out : Cynthia
- 2000 : Tempest Eye : Monique
- 2000 : The Amati Girls : la vendeuse de billets
- 2001 : Comme chiens et chats : la sœur de Sophie
- 2002 : Duty Dating : une femme au séminaire
- 2007 : Coffee Date : Betty
- 2008 : Red Velvet : la mère
- 2011 : Le Mytho : Mme Maccabee

### Télévision
- 1974-1975 : Dossiers brûlants : Monique Marmelstein (3 épisodes)
- 1975 : The Big Rip-Off
- 1975 : McMillan : Luana (1 épisode)
- 1976 : Le Riche et le Pauvre : la serveuse (1 épisode)
- 1981 : Leave 'em Laughing : Gina
- 1987 : Sam suffit : Marsha (1 épisode)
- 1987 : Simon et Simon : Doreen (1 épisode)
- 1987 : La loi est la loi : Sally (1 épisode)
- 1989 : Madame est servie : Ginger (1 épisode)
- 1990 : Quoi de neuf docteur ? : Norma (1 épisode)
- 1990 : Tribunal de nuit : Mara Bernstein (1 épisode)
- 1990 : Murphy Brown : une secrétaire (1 épisode)
- 1990 : Sois prof et tais-toi ! : Infirmière Lemas (1 épisode)
- 1990 : Adam 12 : Vicki (1 épisode)
- 1990 : Married People : Gloria (1 épisode)
- 1990 : Coma
- 1991 : Cheers : Angeline (1 épisode)
- 1991 : Docteur Doogie : une malade psychiatrique (1 épisode)
- 1992 : Seinfeld : Carrie (2 épisodes)
- 1992 : Campus Show : la sergente (1 épisode)
- 1992 : Dingue de toi : une passagère (1 épisode)
- 1993 : Petite Fleur (1 épisode)
- 1993 : Mise en scène pour un meurtre : une voisine
- 1994 : New York Police Blues : Connie (1 épisode)
- 1995 : Pointman : Mlle Sloane (1 épisode)
- 1995-1996 : Mariés, deux enfants : Frannie (3 épisodes)
- 1996 : The Home Court : Connie (1 épisode)
- 1996 : Urgences : une femme enceinte (1 épisode)
- 1996 : Someting So Right : Grace
- 1997 : Fired Up : la vendeuse de viande (1 épisode)
- 1998 : Voilà ! : Mme Boukidis (1 épisode)
- 1998 : Oh Baby : Felicia (1 épisode)
- 1998 : Sabrina, l'apprentie sorcière : Doris (1 épisode)
- 1998 : Becker : Mme Marino (1 épisode)
- 1998 : USA High : Mme Lazzarini (1 épisode)
- 2000 : City Guys : la femme sûre d'elle (1 épisode)
- 2000-2005 : Un gars du Queens : Mme Deluca et la responsable du service (2 épisodes)
- 2001 : Lydia DeLucca : Tessie Dalton (1 épisode)
- 2001 : Six Feet Under : Pauline Romano (1 épisode)
- 2004 : Le Drew Carey Show : Doris (1 épisode)
- 2005 : McBride: It's Murder, Madam : Helen
- 2005 : Out of Practice : Susy (2 épisodes)
- 2006 : Love, Inc. : Gwen (1 épisode)
- 2006 : That '70s Show : la réceptionniste (2 épisodes)
- 2007 : Journeyman (1 épisode)
- 2007-2014; 2017 : The Big Bang Theory : Mme Wolowitz (40 épisodes)
- 2008 : Ugly Betty : Mme Galeano (1 épisode)
- 2008 : Grey's Anatomy : Mme Dorsokowski (1 épisode)
- 2010 : Pour le meilleur et le pire : Marjorie Putnam (1 épisode)
- 2019 : Young Sheldon : Mme Wolowitz (1 épisode, archive enregistrée)

### Jeux vidéo
- 2008 : Les Experts : Manhattan : Doris Brown et Pamela Ross
- 2010 : Mafia II : La Nettoyeuse et Marian Agnello